# 이건창호
이건창호는 대한민국의 창문 전문기업으로 설립되어, 건설용 창호, 중문, 실내도어 및 건자재를 유통하는 기업이다.

## 사업분야

### 이건창호
단창과 이중창인 일반창호, 시스템창호, 한식창호 등을 만든다. 목재, PVC 소재를 사용한 시스템창호를 개발하였으며, 아파트와 리조트 등에 활용되고 있다. 

### 이건라움
알루미늄 중문을 생산하는 "이건라움"브랜드를 소유하고 있다. 라움플러스와의 기술 제휴를 통해 하부롤러, 댐퍼 스크류 등의 하드웨어들을 적용했다. 학교, 병원, 사부실과 같은 공공시설에서 적용되고 있다. 4가지 제품으로 구성되어 있는 슬라이딩도어와 스윙도어를 생산한다.

## 주요 시공 장소
- 카타르 국립박물관[2]
- 인천 국제공항[3]
- 장보고 과학기지[4]
- 캐나다 탤러스 스카이[5]
- 부산 아난티코브[6]
- 기생충 박사장집[7]

## 이건음악회
이건음악회는 1990 인천의 공장에서 시작하였다.
음악회는 회사와 함께 성장했고 뮤지션들을 초청하여 진행된다.

## 연혁
- 1988 (주)이건창호시스템 설립
- 1990 제 1회 이건음악회 개최 (프라하 아카데미아 목관 5중주단)
- 2000 (주)이건창호시스템 코스닥 등록
- 2001 박영주 회장 금탑산업훈장 수훈
- 2004 (주)이건창호시스템 인천 도화동 사옥 및 공장 신축(안산, 남동공장 통합)
- 2007 이건 건자재 물류센터 준공
- 2009 (주)이건창호시스템, (주)이건창호로 사명 변경
- 2014 이건 브랜드 전시장 오픈(강남)
- 2017 이건 본사 직영 전시장 ‘이건하우스’ 오픈[8]